# Grzyby naporostowe

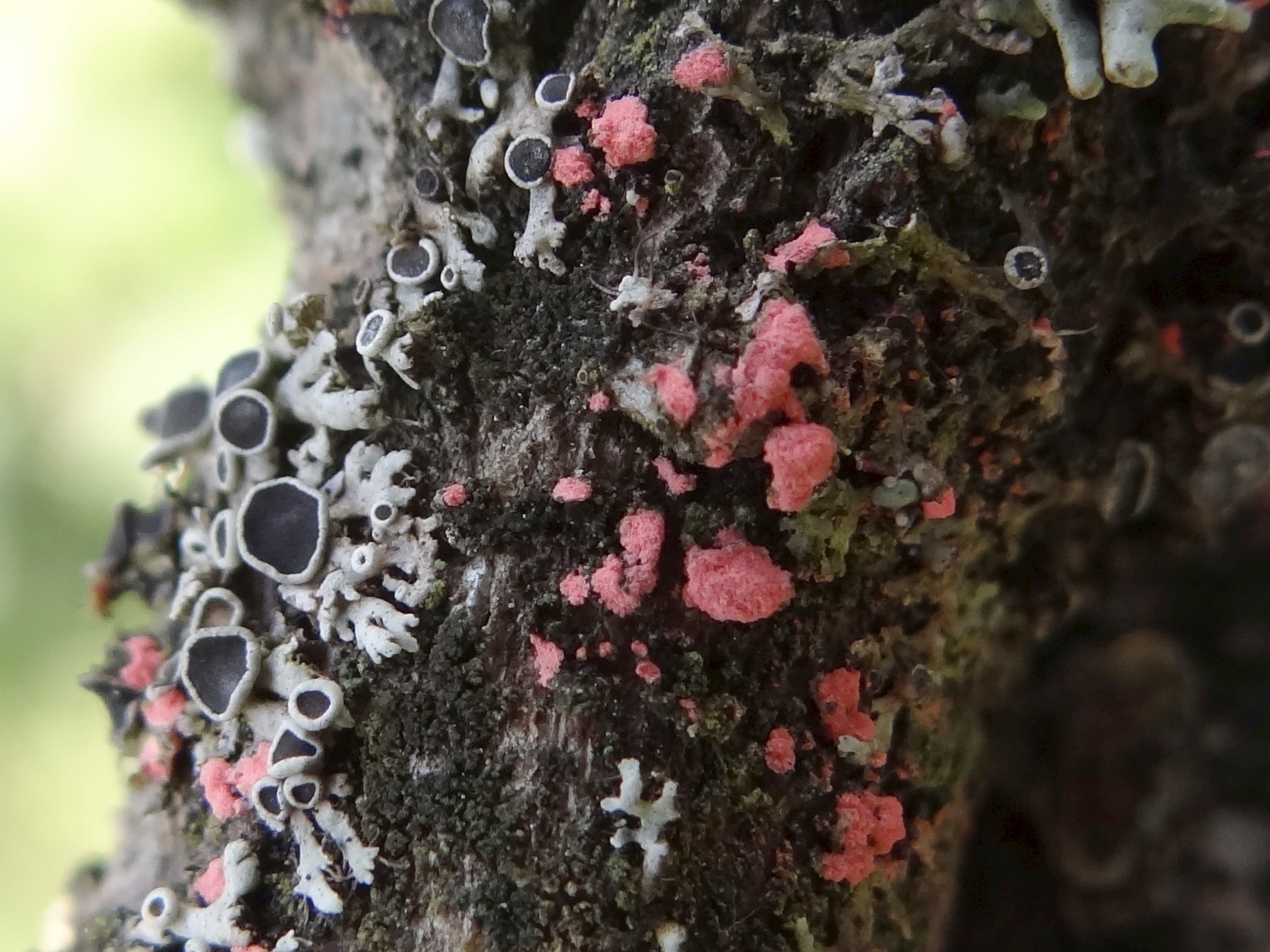
Grzyb naporostowy Illosporiopsis christiansenii (różowy) pasożytujący na obroście gwiazdkowatym (szary)

Grzyby naporostowe (ang. lichenicolous fungi) – grzyby, które żyją na porostach. Nie są one jednostką klasyfikacyjną, lecz tylko grupą ekologiczną. Porosty składają się ze współżyjących z sobą grzybów i glonów, rozwijające się na niektórych porostach grzyby naporostowe należą jednak do innego gatunku, niż ten, który wraz z glonem buduje dany gatunek porosta. Zazwyczaj grzyby naporostowe są pasożytami porostów, ale czasem również saprotrofami kolonizującymi martwe porosty lub komensalami. Gatunki pasożytnicze wykazują różny poziom zjadliwości. Niektóre powodują masowe niszczenie tkanek porostów, ale wiele z nich powoduje niewielkie lub żadne uszkodzenia. Niektóre z nich (zwane parasymbiontami) wydają się być grzybami tworzącymi porosty, mającymi wspólnego fotobionta.
Wiele gatunków grzybów naporostowych jest znanych tylko z jednego gatunku porostu-żywiciela, ale jest prawdopodobne, że w miarę dalszych badań zostaną odkryte również inne gatunki porostów, na których one występują. Występują na wszystkich kontynentach, w tym na Antarktydzie. Najwięcej gatunków stwierdzono w Ameryce Północnej i Europie, gdyż są to regiony najlepiej zbadane. Afryka, Ameryka Południowa, Azja i Afryka są jednak słabo zbadane mykologicznie, należy więc spodziewać się znalezienia na nich jeszcze wielu nowych gatunków. Np. grzyby naporostowe Ameryki Południowej zaczęto badać dopiero w 2000 roku, a jest to region bogaty w gatunki.
Do 2003 r. opisano 1800 gatunków grzybów naporostowych, szacuje się, że ich łączna liczba na świecie wynosi około 3 tysięcy. W 2018 r. opisano już 2319 gatunków, z czego 2000 gatunków, podgatunków lub odmian to wyłącznie grzyby naporostowe, pozostałe to fakultatywnie grzyby naporostowe. Gatunki te występują w 10 różnych klasach grzybów należących do typów workowce (Ascomycota) i podstawczaki (Basidiomycota), 55 rzędach, 115 rodzinach i 397 rodzajach. Wśród opisanych gatunków 96% należało do workowców, 4% do podstawczaków. Są filogenetycznie zróżnicowane, zarówno w obrębie workowców, jak i podstawczaków. Są wśród nich zarówno grzyby wielkoowocnikowe, jak i grzyby mikroskopijne. W dwóch rzędach (Abrothallales i Cyphobasidiales) oraz w 6 rodzinach (Abrothallaceae, Adelococcaceae, Cyphobasidiaceae, Obryzaceae, Polycoccaceae, Sarcopyreniaceae) wszystkie gatunki to grzyby naporostowe.
W Polsce od niedawna dopiero trwają badania nad grzybami naporostowymi. Wiesław Fałtynowicz w 2003 r. wymienia 154 gatunki występujące w Polsce, checklist K. Czyżewskiej i M. Kukwy z 2009 r. już 247 gatunków i na pewno nie jest to liczba ostateczna.